# Cultuurraad voor de Nederlandse Cultuurgemeenschap
De Cultuurraad voor de Nederlandse Cultuurgemeenschap was van 1971 tot 1980 de voorloper van het Vlaams Parlement. Hij werd opgericht door de grondwetsherziening van 24 december 1970. Op 1 oktober 1980 werden zijn bevoegdheden overgenomen door de Vlaamse Raad.

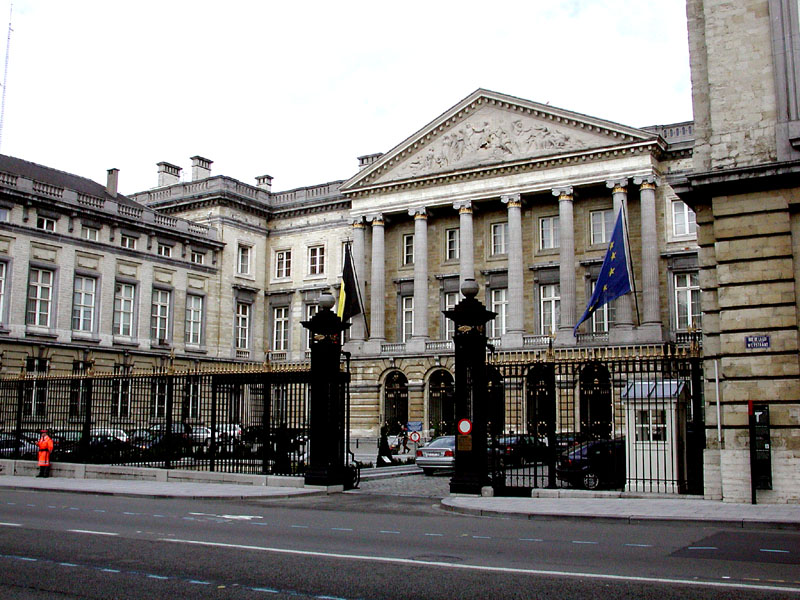
Het gebouw van het Belgische Parlement in Brussel gezien vanaf de Wetstraat

De Belgische Grondwet van 1970 had de Nederlandse Cultuurgemeenschap ingericht, naast de Franse en de Duitse Cultuurgemeenschap, die eigen bevoegdheden kregen op het gebied van taal en cultuur, en in zeer beperkte mate ook onderwijs. 
De Cultuurraad voor de Nederlandse Cultuurgemeenschap, soms ook gewoon Cultuurraad genoemd, werd niet rechtstreeks verkozen, maar werd samengesteld uit de Nederlandstalige Kamerleden en Senatoren. 
De vestigingsplaats van de Cultuurraad was Brussel. Dat was niet evident: de meesten wilden principieel Brussel als hoofdstad opeisen of kozen uit praktische overwegingen voor de nabijheid van het nationale parlement en de regering, de Volksunie wou net afstand nemen van de nationale politiek en steunde de kandidatuur van Mechelen.
Alle plenaire vergaderingen van de Cultuurraad vonden dus plaats in het halfrond van de Kamer van volksvertegenwoordigers. De Cultuurraad maakte ook gebruik van de commissiezalen en de infrastructuur van de Kamer voor zijn commissievergaderingen.
De cultuurgemeenschappen kregen een eigen minister, die wel deel bleef uitmaken van de nationale regering, de  minister van de Nederlandse cultuur, zoals er ook een minister van de Franse cultuur in dezelfde regering zat.

## Bevoegdheden

### Wetgevend vlak
De Cultuurraad beschikte over vier grote bevoegdheidspakketten:
- Culturele aangelegenheden
- Gebruik van de talen
- Onderwijs
- Internationale culturele aangelegenheden

### Uitvoerend vlak
De Cultuurraad had in de jaren 1970 nog niet het recht om een eigen regering te benoemen. Hierdoor verschenen enkel ministers van de nationale regering voor de Raad.
De ministers die regelmatig werden opgeroepen door de Raad waren:
- De ministers van Nederlandse cultuur
- De ministers van nationale opvoeding, bevoegd voor het Nederlandstalige landsgedeelte.

## Samenstelling
Op dinsdag 7 december 1971 kwam de Cultuurraad voor de eerste keer samen in het halfrond van de Kamer van volksvertegenwoordigers. Het was samengesteld uit de rechtstreeks verkozen Kamerleden en senatoren van de provincies Antwerpen, Limburg, Oost- en West-Vlaanderen en de administratieve arrondissementen Leuven en Halle-Vilvoorde, de provinciale senatoren van de provincies Antwerpen, Limburg, Oost- en West-Vlaanderen, en de rechtstreeks verkozen Kamerleden en senatoren van het tweetalige arrondissement Brussel, de provinciale senatoren van de provincie Brabant en de gecoöpteerde senatoren voor zover die drie categorieën in Kamer of Senaat de eed eerst in het Nederlands hadden afgelegd.
Op 7 december 1971 was de Cultuurraad samengesteld uit 213 leden. Na de parlementsverkiezingen van 1974 steeg dat aantal tot 221, en ook na de verkiezingen van 1977 en 1978 telde de Cultuurraad 221 leden.
| Partij | Partij      | 1971-1974 | 1974-1977 | 1977-1978 | 1979-1980 |
| ------ | ----------- | --------- | --------- | --------- | --------- |
|        | CVP         | 89        | 98        | 105       | 108       |
|        | BSP         | 52        | 48        | 47        | 47        |
|        | PVV         | 31        | 36        | 31        | 39        |
|        | Volksunie   | 40        | 38        | 37        | 25        |
|        | KPB         | 1         | 1         | 1         | 1         |
|        | Vlaams Blok | -         | -         | -         | 1         |

## Voorzitters
De installatievergadering van de Cultuurraad werd voorgezeten door het oudste lid van de raad, Leo Elaut, senator voor de Volksunie. Tijdens dezelfde vergadering werd Robert Vandekerckhove, senator voor de CVP tot de eerste voorzitter verkozen.
Hieronder volgt een lijst van voorzitters van de Cultuurraad. 

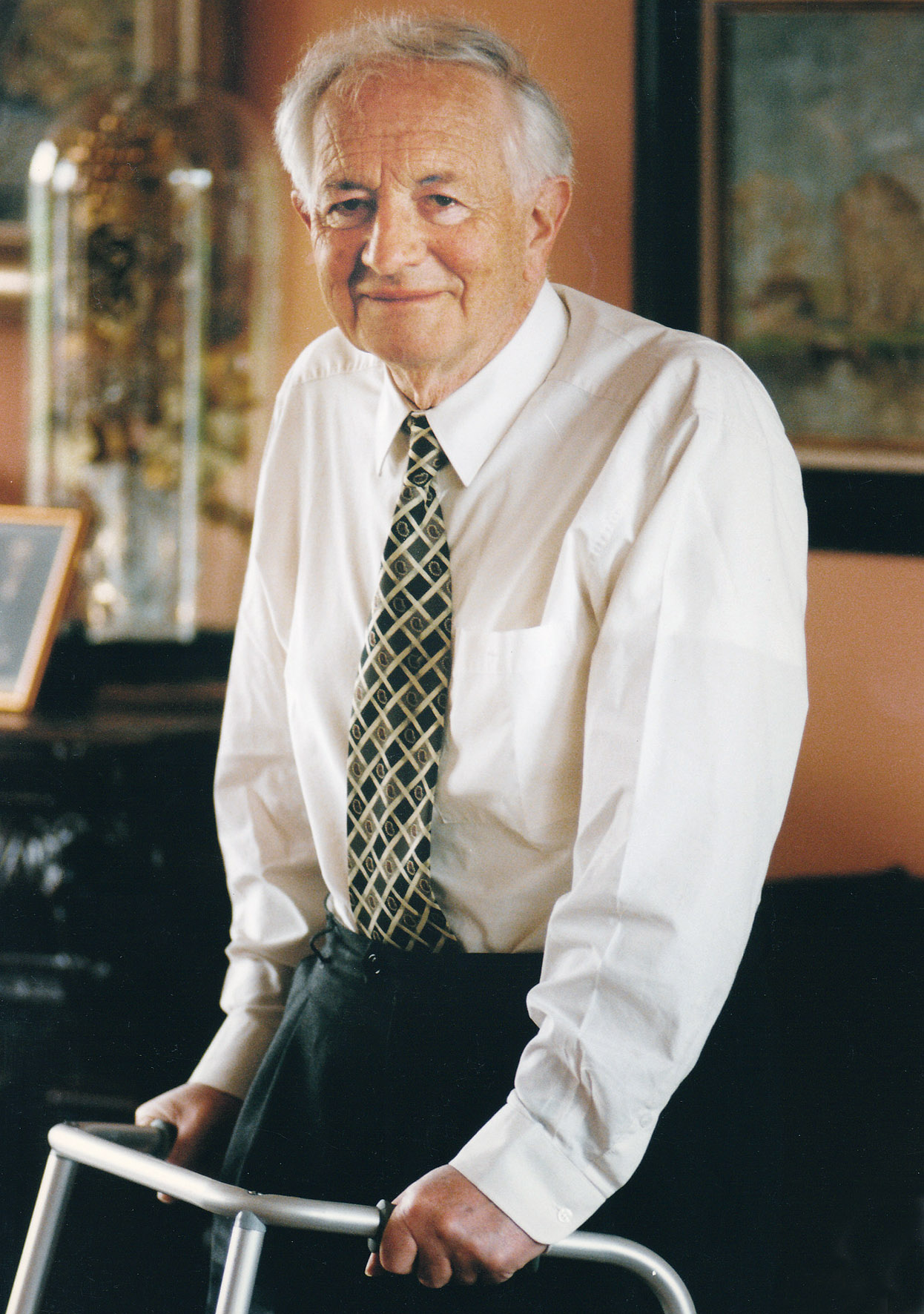
Maurits Coppieters, voormalig voorzitter van de Cultuurraad

| Nr. | Naam                  | Partij | Partij | Begin           | Einde            |
| --- | --------------------- | ------ | ------ | --------------- | ---------------- |
| 1   | Robert Vandekerckhove |        | CVP    | 7 december 1971 | 9 mei 1974       |
| 2   | Jan Bascour           |        | PVV    | 9 mei 1974      | 14 juni 1977     |
| 3   | Maurits Coppieters    |        | VU     | 14 juni 1977    | 24 april 1979    |
| 4   | Henri Boel            |        | BSP    | 24 april 1979   | 22 december 1981 |

## Imagoprobleem
De Cultuurraad voor de Nederlandse Cultuurgemeenschap kampte met een imagoprobleem gedurende de jaren 1970. De Raad was bij weinig Vlamingen bekend en nog minder Vlamingen beseften wat de functie van het Nederlandse cultuurparlement was. Vanaf 1978 probeerde de Raad zijn naamsbekendheid bij het brede publiek te vergroten via het organiseren van een 11 juli-viering.